# Тропизмы
Тропи́змы (от греч. τροπος — рост, направление) — реакция ориентирования клетки, то есть направление роста или движения клеток относительно раздражителя (химического, светового и др.).
Если растение под влиянием раздражителя изгибается к источнику раздражителя, то это положительный тропизм, а если оно изгибается в противоположную сторону от раздражителя, то это отрицательный тропизм.
- Ортотропизм — расположение органа растения вдоль градиента раздражителя.
- Диатропизм — расположение под прямым углом к градиенту раздражителя.
- Плагиотропизм — ориентация под любыми другими углами.

В основе тропизма лежит одно из свойств цитоплазмы клетки — её раздражимость, как ответной реакции на различные факторы внешней среды.
Термин «тропизм» в основном применяют при описании автоматизмов поведения растений. Для характеристики простейших автоматизмов, включённых в сложное поведение животных, исследователи употребляют такое понятие как таксисы. Ранее термин «тропизм» нередко употребляли в зоологии в том же смысле, что термин «таксисы».
Двигательные реакции органов растений на ненаправленные факторы воздействия внешней среды называются настии. Обычной причиной, вызывающей настии, является изменение в тканях растения концентрации кальция и хлора.

## Тропизм растений
Ответные реакции растений на различные односторонние воздействия раздражителей внешней среды (свет, земное притяжение, химические вещества и др.) заключаются в направленных ростовых и сократительных движениях (изгибах) органов растения, приводящих к изменению его ориентации в пространстве. Ростовые движения зависят от вида раздражителя, механизм действия которого на растения сложен. Эти движения могут возникать в растущих частях растений, как следствие более быстрого роста клеток, расположенных на одной стороне органа растения (стебле, корне, листе). В органах растения возникают растяжения, связанные с асимметричным распределением в них фитогормонов роста растений — ауксина и абсцизовой кислоты и др.
Тропизмы различают в зависимости от вида раздражителя.

### Геотропизм
Геотропизм связан с воздействием на растения силы тяжести Земли. При положительном геотропизме рост главного корня направлен строго вниз по направлению к центру Земли, что связано не только с деятельностью гормонов, но и с особыми крахмальными зёрнами в корневом чехлике, выполняющим роль статолита. Отрицательный геотропизм характерен для главного стебля.

### Фототропизм
Фототропизм, или гелиотропизм вызывает направленный изгиб растения к источнику света. Этот изгиб имеет химическую природу. Под влиянием фитогормона ауксина на теневой стороне деление и рост клеток интенсивнее по сравнению со световой стороной, где ауксина меньше и рост клеток замедлен. В связи с этим растение изгибается в сторону клеток медленно растущих, то есть к свету. У стеблей наблюдается положительный фототропизм, корней — отрицательный, листьев — поперечный. Примером поперечного гелиотропизма, который свойствен, скажем, листьям растений, живущих в засушливых зонах, например, листьям эвкалиптовых деревьев. В солнечный день эти листья поворачиваются ребром и пропускают солнечные лучи мимо себя так, что найти тень в эвкалиптовой роще является нелегкой задачей. Такие деревья демонстрируют, так сказать, «обратный эффект жалюзи».
Однако поперечный листовой тропизм является исключением, большинство растений, как правило, благодаря положительному фототропизму образуют листовую мозаику, то есть листья в пространстве располагаются так, чтобы максимально использовать свет.

### Гидротропизм
Гидротропизм, (от гидро… и тропизмы) — реакция ориентирования организмов (особей, популяций) к воде (положительный гидротропизм) или от воды (отрицательный гидротропизм). Например, все корни растений направлены к источнику влаги.

### Гигротропизм
Гигротропизм, (от гигро… и тропизмы) — движение или рост по отношению к влажности (сырости). Термин близок к термину гидротропизм.

### Хемотропизм
Хемотропизм вызывает движение растений под влиянием химических соединений. Наиболее яркий пример хемотропизма — рост корней в сторону больших концентраций питательных веществ в почве.

### Термотропизм
Движение растений или частей растения в ответ на изменение температуры. Типичным примером термотропизма является скручивание листьев рододендрона при понижении температуры. Мимоза стыдливая также проявляет термотропизм в форме сворачивания листочков на общем черешке листа при понижении температуры.

### Аэротропизм
Хемотаксические искривления, наблюдаемые на корнях и стеблях различных растений, подвергающихся одностороннему воздействию газообразных веществ (углекислоты, кислорода и других).

### Гальванотропизм
Способность, корней некоторых растений направлять свой рост под влиянием постоянного электрического тока в сторону отрицательного полюса.

## Тропизм микроорганизмов
Тропизм у паразитов выражается в свойстве избирать в качестве среды обитания определённые организмы (видовой тропизм) или органы (органный, или тканевой, тропизм). Видовой тропизм обусловливает круг резервуаров и источников возбудителей инфекционных и паразитарных болезней, органный — место локализации возбудителя и специфического патологического процесса в организме хозяина. 

Знания о тропизме используют при заборе материала для микробиологического исследования. Органный тропизм высоко выражен у вирусов, менее у облигатно-патогенных бактерий, мало — у условно-патогенных бактерий и грибов.